# Blue Jeans
Blue Jeans er en amerikansk stumfilm fra 1917 af John H. Collins.

## Medvirkende
- Viola Dana som June.
- Robert Walker som Perry Bascom.
- Sally Crute som Sue Eudaly.
- Clifford Bruce som Ben Boone.
- Henry Hallam som Henry Clay Risener.